# بیل مک‌گلولین
بیل مک‌گلولین (انگلیسی: Bill McGlaughlin؛ زادهٔ ۳ اکتبر ۱۹۴۳) موسیقی‌دان اهل ایالات متحده آمریکا است. وی از سال ۱۹۶۷ میلادی تاکنون مشغول فعالیت بوده‌است.
وی همچنین برندهٔ جوایزی همچون جایزه پیبادی شده‌است.